# Rana Okada
Rana Okada (岡田 良菜, Okada Rana), née le 5 janvier 1991 à Ōtsu, est une snowboardeuse japonaise spécialisée dans les épreuves de half-pipe. 

## Carrière
Elle débute en Coupe du monde en novembre 2006. En 2009, la snowboardeuse prend la troisième place du concours de half-pipe à Stoneham puis remporte sa première victoire en Coupe du monde en 2014 au même endroit. Okada termine cinquième de la finale du half-pipe aux Jeux olympiques d'hiver de 2014.

## Palmarès

### Jeux olympiques
| Édition/Discipline   | Half-pipe |
| JO de Vancouver 2010 | 29e       |
| JO de Sotchi 2014    | 5e        |

### Championnats du monde
- 3 participations : 2007, 2009 et 2011
- Meilleur résultat : 8e en half-pipe en 2009.

### Coupe du monde
- Meilleur classement en half-pipe : 3e en 2014.
- 2 podiums en dont 1 victoire.